# Amidure de potassium
L'amidure de potassium est un composé chimique de formule KNH2.  C'est un solide hygroscopique qui se présente sous la forme d'une poudre blanche à grise à l'odeur d'ammoniac qui réagit à l'eau. Sa structure cristalline est monoclinique, avec le groupe d'espace P21/m (no 11). 
L'eau hydrolyse l'amidure de potassium en donnant de l'hydroxyde de potassium KOH et de l'ammoniac NH3 :
KNH2 + H2O → KOH + NH3.
On peut obtenir l'amidure de potassium en faisant réagir du potassium avec de l'ammoniac à une température de 65 à 105 °C :
2 K + 2 NH3 → 2 KNH2 + H2.
Il a été synthétisé pour la première fois par Louis Joseph Gay-Lussac et Louis Jacques Thénard en 1808. Il est utilisé en synthèse organique par exemple pour des substitutions nucléophiles et des polymérisations.